# Brønshøj-Husum
Brønshøj-Husum er en administrativ bydel i København med 44.376 (2016) indbyggere . Den dækker et areal på 8,73 km2. og befolkningstætheden er på 4.638 indbyggere pr. km2. Brønshøj-Husum udgør den nordvestligste bydel i Københavns Kommune og rummer ca. syv-otte procent af kommunens 659.350 indbyggere  (2024).
I november 2008 oprettedes Brønshøj-Husum Lokaludvalg, som har til formål at skabe dialog, netværk og debat i bydelen. Lokaludvalget har kontor og afholder sine møder i Kulturhuset Pilegården tæt ved Brønshøj Torv.

## Områder i Brønshøj-Husum
Brønshøj og Husum er i dag vokset helt sammen og udgør i flere sammenhænge en enhed, men kan alligevel deles i følgende overordnede områder:
- Brønshøj
- Husum
- Tingbjerg